# Енкантада-Ранчито-Ел Калабоз (Тексас)
Енкантада-Ранчито-Ел Калабоз (енгл. Encantada-Ranchito-El Calaboz) град је у америчкој савезној држави Тексас.

## Демографија
По попису из 2010. године број становника је 2.255, што је 155 (7,4%) становника више него 2000. године.
| Група             | 2000.         | 2010.         |
| Белци             | 35 (1,7%)     | 33 (1,5%)     |
| Афроамериканци    | 2 (0,1%)      | 7 (0,3%)      |
| Азијати           | 1 (0,0%)      | 6 (0,3%)      |
| Хиспаноамериканци | 2.064 (98,3%) | 2.214 (98,2%) |
| Укупно            | 2.100         | 2.255         |